# Salvador Gallardo Topete
Salvador Gallardo Topete (Aguascalientes, 1 de diciembre de 1933 - Ib., 18 de enero de 2017) fue un poeta, narrador, editor, abogado, profesor y promotor cultural. Autor, entre otros libros, de Desanclaje (Editorial Paralelo, 1965), No pretendo la voz (UdG, 1991), Un día de estos (ICA, 2001), Estancias del sueño (Ediciones Sin Nombre, 2010), El investigador córvido (Ediciones Sin Nombre, 2014), Lección de permanencia (obra póstuma [2019]) y Una nube , dos gaviotas y un espejo de la tarde (obra póstuma [2020]).

## Biografía
Salvador Gallardo Topete nació el 1 de diciembre de 1933, en Aguascalientes. Casi recién nacido, a su padre, el poeta estridentista Salvador Gallardo Dávalos le ofrecen un puesto como médico en la Secretaría de Educación y un programa radiofónico con Agustín Yáñez, por lo que la familia Gallardo debe trasladarse a la Ciudad de México. Después de dos años, regresan a vivir a Aguascalientes en donde pasa su infancia y adolescencia.
En aquella época, y siendo hijo de un gran poeta, comenzó a sentir interés por la literatura, de la cual estaba envuelto por el mismo ambiente en el que vivía; así, dice Salvador Gallardo “el hijo”, alías con el que se le conocería para distinguirlo de su padre, que: “Había empezado a escribir algunas cosillas desde los 12 años, poemitas la mayoría muy malos; cuando era boy scout escribí algunos, como una especie de oración del boy scout, y más tarde, cuando yo tenía 16 años, mi padre fundó la ACA (Asociación Cultural Aguascalentense) y me invitó a formar parte de ella, desde la primera sesión yo estuve allí”. Gallardo, no sólo hereda el nombre de su padre, sino un gran talento y sensibilidad para la poesía. Igualmente, comienza su interés por trabajar para la promoción cultural y literaria de su querido estado hidrocálido. En los talleres del ACA comienza a dar a conocer públicamente sus textos, el primero es “Luna de acero”; el segundo, “Canciones a la novia niña”, el cual ganó el segundo premio en los Juegos Florales de abril de 1950, incluso Edmundo Games Orozco, el gobernador, y nombrado presidente honorario de la ACA, en 1952, recitó algunos versos del poema, presagiando tal vez el camino a uno de los mejores poetas que daría la región. Por la misma época, el autor se inicia como cuentista en El hombre del búho.
El hombre del búho fue un periódico que fundó a lado de Víctor Sandoval en 1952, y del cual Gallardo fue el director. En realidad, el pequeño periódico era un impreso de una hoja doblada en cuatro páginas y el cual lleva dicho nombre en honor a uno de los poemas de Enrique González Martínez. En palabras del hijo de Gallardo Topete, el también poeta y filósofo Salvador Gallardo Cabrera, los textos tenían una gran influencia del estridentismo: 
[…] quizá sea posible detectar una voluntad de experimentación que tiene sus raíces en los poemas estridentistas de Salvador Gallardo Dávalos, pero que adquiere vías inéditas […] En estos textos, Gallardo Topete logra detonar la sintaxis al uso con diversos mecanismos: encabalgamiento de sentidos, imágenes simultáneas, metáforas descentradas, versos entrecortados con exclamaciones o por rimas pasajeras, paréntesis sin solución de continuidad, juegos de palabras y palabras desfondadas. El resultado es un híbrido poderoso, irreverente, burlesco. Escritos por un joven de 17 años, muestran una claridad constructiva muy lograda, así como una consistencia poética que sólo se ve puesta en entredicho en algunos pasajes.
Gallardo Topete estudió Leyes en la Universidad Nacional Autónoma de México, terminó en esta institución su carrera obteniendo la carta de pasantía, sin embargo, no se tituló debido a otros compromisos laborales y familiares. Al regresar a Aguascalientes, y después de varios años, obtuvo el título en la Universidad Autónoma de Zacatecas, en la que se recibió con todos los honores. Los años que estudió en la Ciudad de México, le sirvieron para convivir y conocer el mundo de las letras y las artes del centro del país, y a los más influyentes intelectuales del momento. En aquella época el Colegio de la UNAM se encontraba en pleno centro, así que acudía con regularidad al Colegio Nacional y otros centros de cultura para escuchar las conferencias que se impartían, por ello, tuvo la oportunidad de conocer a Alfonso Reyes, Diego Rivera, David Alfaro Siqueiros, Dr. Atl, Frida Kahlo y Alfonso Caso, entre otros.
Al mismo tiempo que estudiaba, hacía viajes constantes a Aguascalientes, manteniendo la comunicación literaria e, incluso, fomentando más las actividades en el estado. Así, perteneció al grupo de la revista de Paralelo, en donde también editaba a lado de su padre y de Víctor Sandoval. En este grupo también participaban otros escritores de gran valía como Desiderio Macías Silva, Guillermo García Varela y Rolando Mora, igualmente, llegaron a publicar a Efraín Huerta y Juan Bautista Villaseca.
Es importante mencionar la postura que mantuvo Paralelo, pues ello demuestra los intereses sociales y políticos de Gallardo. Este grupo fue muy crítico para su tiempo. Tomaron postura en temas que les traían consecuencias políticas, de tal manera, manifestaron estar en “la defensa de Latinoamérica frente a la invasión norteamericana. Apoyaron a Guatemala y a la revolución cubana, y por todas esas razones fue que decidieron conformar un medio editorial en el que se dieran a conocer sus ideas sobre la situación literaria y social”, según Ilse Díaz. 
Desde muy joven, Salvador, “el hijo”, se comprometió con las diferentes actividades, no sólo literarias, sino políticas y sociales en las que tiene gran apoyo de su padre, y en la que en ocasiones se encuentran ambos. Aunque colaboró con la Casa de la Juventud y fue presidente del PRI juvenil (por cierto, actividades por las que no cobró), siguió siendo crítico de su momento, por ello, tuvo que dejar el partido. Ilse Díaz menciona: “Además de la participación oficial, Gallardo estuvo también relacionado con la actividad política “clandestina” tanto en México como en Aguascalientes, no de manera directa pero sí como abogado defensor la mayoría de las veces”. Como abogado, su trabajo estuvo inclinado por ejecutar adecuadamente la justicia. Entre los diferentes puestos que desempeñó están: en 1959, fue presidente de la Junta de Conciliación y Arbitraje (duró ocho meses), luego trabajó en la Procuraduría por nueve años, en el cual renunció después de obtener el título en la Universidad Autónoma de Zacatecas. El licenciado abrió su propio bufete en el que atendía principalmente a gente de escasos recursos. Trabajó durante veinte años en su despacho hasta que le propusieron el cargo de presidente del Supremo Tribunal de Justicia del estado. También fue Agente del Ministerio Público. A lo largo de su trayectoria como jurista conoció diferentes casos, algunos de los cuales pudo plasmar en algunos textos.
Como editor, Gallardo empezó muy joven a lado de su padre en El hombre del búho y posteriormente en Paralelo, como ya se indicó, además de la revista de la ACA. Igualmente, fue editor de Disertaciones y miembro del consejo directivo de Talleres. Cuando fue presidente del Supremo Tribunal de Justicia, sacó dos revistas más. También fue editor y parte del Consejo Editorial de Tierra Baldía, la revista de literatura de la Universidad Autónoma de Aguascalientes.

No cabe duda de que el Maestro Gallardo fue un gran impulsor de la literatura, así como de las jóvenes promesas, muchas de las cuales hoy son escritores profesionales. Por ello, su mayor vocación fue la de profesor. Empezó a dar clases desde 1960. Algunos de las escuelas donde impartió clase fueron: en el Instituto de Ciencias Autónomo de Aguascalientes (luego Universidad Autónoma de Aguascalientes), la Normal del Estado, en el Centro de Educación Media de la UAA, el Tecnológico de Aguascalientes, el Instituto de Capacitación del Magisterio y la Escuela de Derecho. Aunque dio clases en diferentes asignaturas, dice el Maestro que siempre le gusto más enseñar literatura. Entre sus alumnos se encuentra Eduardo López quien escribe sobre su profesor lo siguiente:
Gracias maestro Salvador Gallardo por hacernos comprender que en la mentira de la literatura se agazapa la verdad. Algunas liberaciones andaban al acecho y, jóvenes que éramos, y los otros que son ahora, en el centro de nuestras ansiedades se alimentaba una como flor de agua. Hoy aún es de tal manera: en muchos jóvenes se ha echado a volar una rara ave. Irónicamente, años después de aquellas noches de la literatura en la secundaria, ese hombre gallardo escribiría “No pretendo la voz”. Pues aunque no la pretenda, ella sí que a él lo ha pretendido, porque él es un hombre de palabra; en él habita la lengua y desde los libros que se le ponen con imágenes y con todos los sentidos, desemboca en los oídos de los jóvenes el mundo ése de la ficción que, repito, es el mundo verdadero, pues ahí están los profundos deseos, el ábside de nuestro ser. Es que la real escuela brota desde la escuela. Esas palabras son voz. Sí, la literatura puede ir más allá de la escuela; eso lo consiguen aquellos cuya voz es capaz de cimbrar el corazón del mundo, es decir, cuando desde el libro salen rodando las palabras a la calle. Es que la literatura es una manera de vivir. 
El punto central de sus enseñanzas fue establecer un diálogo cordial y respetuoso con sus alumnos, permitiendo el crecimiento de sus pupilos y fomentando el gusto por la literatura. El profesor dice en una entrevista: "Trato en mis clases no de imponer mis ideas, sino de explicarles….todo debe ser explicado con una lógica, no imponer las leyes, también nosotros los profesores tenemos que aceptar que los jóvenes no tienen por qué estar de acuerdo en todo, se vale que contradigan".

A las obras escritas en vida por Gallardo Topete, se unen dos obras póstumas, que nos refuerzan el legado literario del autor. La antología poética Lección de permanencia (2019) reúne su producción poética en diferentes periodos, desde aquellos primeros años en el Hombre del búho, en 1952, a los años más recientes de 2014. Este libro fue posible a la organización y selección de su hijo, el también poeta Salvador Gallardo Cabrera. La antología abre con una breve presentación de David Huerta, en el que recalca la singularidad, personalidad y expresión artística de "el hijo": "esa cualidad puede resumirse de esta manera: una voluntad de discreción que no busca borrar  el propio rostro, la propia figura, sino más bien situar el ser-de-uno-mismo en una perspectiva de tamaño humano". Sergio Heriberto por su lado a señalado de este libro:
La manera en que la antología Lección de permanencia ha sido organizada es anormal: comienza con los poemas que el autor forjó en sus últimos catorce años de vida; sigue con los del insomnio (1952-1970), y otros ciclos que remiten a los años 1958, 57 y 52. Inesperadamente, esto no afecta su mensaje. El libro es un árbol que busca su semilla y, por lo tanto, su unidad es más bien íntima. También impredecible: asusta el modo en que esos ciclos establecen relaciones a nivel simbólico, porque el Gallardo joven ha de responder ciertas preguntas del maduro y, justo en el asunto convenido, los ejemplos sobran.
La segunda obra, parece un libro extraño, Una nube, dos gaviotas y un espejo de la tarde (2020), pues reúne un conjunto de adivinanzas, poemas y cuentos dirigidos a niños (y no tan niños, pero con la capacidad de asombro que ellos tienen) —cabe indicar que el libro también luce por las ilustraciones de Eduardo Cruz—, sin embargo, nada más alejado, pues responde al cariño que Gallardo Topete profesaba por la enseñanza y, sobre todo, la enseñanza en etapas juveniles; de acuerdo con Gallardo Cabrera: "La literatura, para él, significó el mejor método para acercarse a los niños y a los jóvenes, a quienes consideraba no gérmenes de una edad adulta, sino como seres completos, con un rango de vida, un modo de pensamiento y de respuesta".

## Publicaciones
- Una nube, dos gaviotas y un espejo de la tarde (Instituto Cultural de Aguascalientes, 2020). Obra póstuma.
- Lección de permanencia (Instituto Cultural de Aguascalientes, 2019). Obra póstuma. Una selección de Salvador Gallardo Cabrera.
- El investigador córvido (Tetralogía criminal). México, Ediciones Sin Nombre, UAA, 2014.
- Estancias del sueño. México, Ediciones Sin Nombre, UAA, 2010.
- Un día de estos. Aguascalientes, Instituto Cultural de Aguascalientes, 2001.
- No pretendo la voz. Guadalajara, Universidad de Guadalajara, Xalli, Patronato del Teatro Isauro Martínez, 1991.
- Caín y Abel, Paralelo, Espiga, Aguascalientes, 1960.
- Raíces. Paralelo, Aguascalientes, 1967.
- Desanclaje. Aguascalientes, Editorial Paralelo, 1965.

## Textos en revistas (selección)
- “Los pantun de Sandoval que se transformaron en coplas”, en Tierra Baldía, núm. 53, Aguascalientes, UAA, agosto de 2013, pp. 19-20.
- “Nano textos”, en Tierra Baldía, núm. 52, Aguascalientes, UAA, abril de 2013, pp. 34-35.
- “La olla del cuento”, en Tierra Baldía, núm. 43, Aguascalientes, UAA, diciembre de 2008, pp. 110-111.
- “Postal”, “Otra vez”, “Morse”, “Poema del insomnio”, “Retruécano”, “Olímpica”, en Tierra Baldía, núm. 42, Aguascalientes, UAA, agosto de 2008, pp. 108-111.
- “Pequeña rata blanca”, “Lluvia”, “Me duele”, “Una voz pidiendo auxilio”, en Tierra Baldía, núm. 41, Aguascalientes, UAA, marzo de 2008, pp. 78-81.
- “Como paloma herida”, en Tierra Baldía, n.º 40, Aguascalientes, UAA, octubre de 2007, p. 77.
- “Lección de permanencia” y “Señor de la iracundia”, en Tierra Baldía, n.º 39, Aguascalientes, UAA, agosto de 2007, pp. 3-4.
- “Eres agua de amor” y “El amor no tiene recovecos”, en Tierra Baldía, n.º 37, Aguascalientes, UAA, noviembre de 2006, p. 25.
- “De retórica, zoología y otras yerbas”, en Revista de la Universidad de México, núm. 30, México, UNAM, agosto de 2006, pp. 90-91.
- “El cojo”, en Tierra Baldía, núm. 36, Aguascalientes, UAA, mayo de 2006, pp. 46-50.
- “456 o 455”, en Tierra Baldía, núm. 35, Aguascalientes, UAA, diciembre del 2003, p. 67.
- “Si quieres ser rico sigue la raya” y “Nonato”, en Tierra Baldía, núm. 34, Aguascalientes, UAA, septiembre de 2003, pp. 96-98.
- “Así pasó” y “Alquimia”, en Tierra Baldía, n.º 33, Aguascalientes, UAA, abril de 2003, pp. 47-49.
- “Mi diario rosa” y “El viejo que tiró el arpa”, en Tierra Baldía, n.º 32, Aguascalientes, UAA, diciembre de 2002, pp. 5-8.
- “Génesis” y “La manzana”, en Tierra Baldía, n.º 31, Aguascalientes, UAA, agosto de 2002, pp. 90-91.
- “Divagaciones” y “Un mexicano nunca”, en Tierra Baldía, n.º 30, Aguascalientes, UAA, abril de 2002, pp. 21-30.
- “La denuncia”, en Tierra Baldía, núm. 29, Aguascalientes, UAA, diciembre de 2001, pp. 80-81.
- “El mitin”, “Naufragio” y “Las inopinadas”, en Tierra Baldía, núm. 26, Aguascalientes, UAA, diciembre de 2000. pp. 41-43.
- “Fábula I” y “Fábula II”, en Tierra Baldía, núm. 25, Aguascalientes, UAA, septiembre de 2000, pp. 22-23.
- “La chingadera” y “Tres vacas flacas”, en Tierra Baldía, núm. 23, Aguascalientes, UAA, marzo de 2000, pp. 32-33.
- “De retórica”, en Tierra Baldía, núm. 22, Aguascalientes, UAA, enero de 2000, p. 25.
- “Una nube en Santa Rosa”, en Tierra Baldía, núm. 19, Aguascalientes, UAA, mayo de 1999, p. 55.
- “El gusano que compró a un hombre”, en Tierra Baldía, n.º 18, Aguascalientes, UAA, marzo de 1999, pp. 12-14.
- “El viaje”, en Tierra Baldía, n.º 17, Aguascalientes, UAA, diciembre de 1998, pp. 7-8.
- “Éxodo”, en Tierra Baldía, n.º 16, Aguascalientes, UAA, septiembre de 1998, pp. 56-57.
- “Cuatro cartas a un querubín”, en Tierra Baldía, n.º 15, Aguascalientes, UAA, julio de 1998, pp. 30-32.
- “Poemas pantun”, en Tierra Baldía, núm.14, Aguascalientes, UAA, abril de 1998, p. 3.
- “Sé mi hoguera”, en Tierra Baldía, núm.12, Aguascalientes, UAA, diciembre de 1997, p. 3.
- “El amor tiene recovecos”, en Tierra Baldía, núm. 10, Aguascalientes, UAA, agosto de 1997, p. 32.
- “Como pez que nada” y “Si el amor no se fuera”, en Tierra Baldía, núm. 9, Aguascalientes, UAA, junio de 1997, pp. 39-40.
- “Casus Belli”, en Tierra Baldía, núm. 1, Aguascalientes, UAA, octubre de 1995, p. 11.
- “El éxodo”, en Paralelo, núm. 12, año III, Aguascalientes, mayo-junio de 1959, p. 4.
- “El negocio redondo”, en Paralelo, núm. 10, año III, Aguascalientes, enero-febrero de 1959, p. 8.
- “Una nube en Santa Rosa”, en Paralelo, núm. 8, año II, Aguascalientes, octubre-noviembre de 1958, p. 4.
- “Desanclaje”, en Paralelo, núm. 5, año II, Aguascalientes, marzo-abril de 1958, p. 3.
- “La carta”, en Paralelo, núm. 3, año I, Aguascalientes, septiembre-octubre de 1957, p. 4.
- “Que la palabra amor no se pronuncie”, en Paralelo, núm. 2, año I, Aguascalientes, julio-agosto de 1957, p. 3.
- “El viaje”, en Paralelo, núm. 1, año I, Aguascalientes, junio de 1957, p. 4.
- “Cinco poemas de niñas”, en Tierra Baldía, núm. 46, Aguascalientes, UAA, 1955, pp. 90-92.
- “Editorial”, en El hombre del búho, núm. 5, Aguascalientes, marzo de 1954, p. 1.
- “Editorial”, en El hombre del búho, núm. 4, Aguascalientes, octubre de 1952, p. 1.
- “Editorial”, en El hombre del búho, núm. 3, Aguascalientes, agosto de 1952, p. 1.
- “Editorial”, en El hombre del búho, n.º 2, Aguascalientes, julio de 1952, p. 1.
- “Relato en vértigo”, en El hombre del búho, n.º 1, Aguascalientes, junio de 1952, pp. 1-2.
- “Canción”, en Revista de la Asociación Cultural Aguascalentense, n.º 1, Aguascalientes, junio, julio y agosto de 1952, p. 41.